# Sint Anthonis (plaats)
Sint Anthonis (uitspraakⓘ) is een woonplaats in de gemeente Land van Cuijk, in de Nederlandse provincie Noord-Brabant. Het wordt in het lokale dialect Sint Tunnis (uitspraakⓘ) genoemd. Op 1 januari 2023 telde het dorp 4.260 inwoners, verdeeld over 1.972 woningen, met een gemiddelde WOZ-waarde van € 353.000, op een oppervlakte van 19,99 km².

## Geschiedenis
In een testament van rond 1312 wordt het dorp vermeld als Oelbroec. "Oele" betekent hoogstwaarschijnlijk een bosje op hoge zandgrond, zoals ook het geval is bij de buurtschap Oele in Overijssel; met het begrip "broeck" werd het omliggende drassige laagland bedoeld. In genoemd document was reeds sprake van een kapel, die aanvankelijk onderhorig was aan de parochie van Boxmeer. Het dorp maakte deel uit van de onafhankelijke vrije Heerlijkheid Boxmeer. De heren van Boxmeer regeerden over Sint Anthonis door middel van een drost.
In 1477 werd de kapel verheven tot parochiekerk, gewijd aan de Heilige Antonius Abt; Naast deze kerk bestond de parochie nog uit Oploo en Ledeacker, die elk een kapel hadden. Het patronaatsrecht bleef vooralsnog in handen van de heer van Boxmeer. Pas in 1730 werd ook Oploo een zelfstandige parochie. De huidige parochiekerk stamt uit 1477, maar deze is in de 19e en 20e eeuw sterk verbouwd en uitgebreid. Men ging naar het dorp verwijzen als Sint Anthonis in Oelbroeck. In 1576, tijdens de Tachtigjarige Oorlog, werd ook het St. Antoniusgilde opgericht, waarvan de volledige naam luidt: Gilde van het Heilig Sacrament des Altaars en Sint Antonius Abt. Het is een kerkelijke broederschap ter bescherming van de parochie en huis en haard tegen allerlei gespuis.
Rond 1590 verdween de naam Oelbroeck helemaal uit de administratie van de overheid, maar de kerk bleef nog tot het midden van de negentiende eeuw spreken van de pastoor of de parochie van Sint-Antonius in Oelbroeck. De naam Oelbroec leeft echter voort als de naam van de lokale Heemkundekring, Oelbroec. Vanouds was Sint Anthonis met twee schepenen vertegenwoordigd in de Boxmeerse schepenbank. In 1627 kreeg Sint Anthonis ook een eigen schepenbank. In de heerlijkheid Boxmeer was de katholieke godsdienst na 1648 niet verboden. Katholieken uit omringende gebieden, zoals Ledeacker en Sambeekse Hoek, tegenwoordig Den Hoek geheten, konden er terecht voor de vervulling van hun godsdienstige plichten.
De vrije heerlijkheid Boxmeer hield in 1794 op te bestaan.
In de Franse tijd werd Sint-Anthonis in 1810 van Boxmeer gescheiden en in de gemeente Sint Anthonis en Ledeacker opgenomen. Na de fusie met Oploo en Sint Anthonis en Ledeacker lag de plaats in de fusiegemeente Oploo, Sint Anthonis en Ledeacker. In 1913 had deze gemeente 1769 inwoners, waarvan 906 mannelijke en 863 vrouwelijke, en waarvan 965 in de kom van Sint Anthonis. De oppervlakte was 3818 ha (bevolkingsdichtheid 46,33 inwoners per km²).
Indertijd liepen smalle stroken van de gemeenten Beugen, Sambeek en Vierlingsbeek heel ver de Peel in; deze werden in 1942 bij de gemeente Oploo, Sint Anthonis en Ledeacker gevoegd.  Op het Sambeekse en Vierlingsbeekse deel bevonden zich de indertijd nog in wording zijnde ontginningsdorpen Stevensbeek en De Twist (Westerbeek).
De grootschalige ontginning van de Peel had inmiddels het aanzien van de gemeente sterk veranderd:  heide en moeras, waar voorheen het gebied voornamelijk uit bestond, waren veranderd in akkers, weiden en bos, waaronder de Staatsbossen. In de bossen zijn enkele heidevelden en vennen bewaard.
Nadat op 1 januari 1994 de gemeente Oploo, Sint Anthonis en Ledeacker met Wanroij samengevoegd werd tot de fusiegemeente Sint Anthonis, werd op 4 juli van dat jaar ook de naam van het dorp hieraan aangepast: St. Anthonis werd Sint Anthonis. De schrijfwijze is alleen door de gemeente aangepast.

## Brinkdorp
Het dorp ligt rond het centrale dorpsplein, de Brink, waarop regelmatig evenementen worden georganiseerd. Het dorp is dan ook een brinkdorp. Het feit dat dit voor de regio redelijk uniek is, was voor de plaatselijke VVV aanleiding om de term Brinkdorp toe te voegen aan de plaatsnaamborden. De Brink is in 1997 opnieuw ingericht, tegelijkertijd met het gereed komen van het nieuwe gemeentehuis van de fusiegemeente Sint Anthonis. In dit gemeentehuis kunnen tijdens openingstijden kunstwerken bezichtigd worden van zestien lokale kunstenaars. Ook na de herinrichting staat op de Brink nog altijd een kenmerkend beeld van het Heilig Hart van Jezus. Op iedere woensdagmiddag vindt op de Brink de wekelijkse groenten- en warenmarkt plaats.

## Geografie

Locatie van Sint Anthonis in de voormalige gemeente Sint Anthonis

Het dorp Sint Anthonis ligt evenals Oploo, Ledeacker, Wanroij en Mill op een zandrug die parallel loopt aan de Maas. Door de onvruchtbare grond was het boerenbestaan hier moeilijk totdat gedurende de tweede helft van de 20e eeuw de intensieve veehouderij zijn intrede deed. Zowel het laagland in het oosten als de heidevelden van de Peel in het westen zijn pas in de 20e eeuw volledig ontgonnen en in cultuur gebracht, waarbij binnen de huidige gemeente de dorpen Landhorst, Stevensbeek en Westerbeek zijn gesticht, en de heide vrijwel helemaal plaats heeft gemaakt voor weilanden, Maïsvelden en het Sint Anthonisbos.
Dwars door Sint Anthonis stroomt de Kleine Beek, en aan de zuidrand van het dorp de Oploose Molenbeek, die tot 1942 de grens met de gemeente Sambeek vormde.
Sint Anthonis ligt aan de autoweg N272, op korte afstand van snelweg A73.

## Cultuur en recreatie
Sint Anthonis herbergt harmonie Sint Cecilia, de voetbalvereniging DSV, volleybalvereniging (VC Activia) met haar Pinkstertoernooi, tennisvereniging TV Sint Tunnis en judovereniging (Kodokan Sint Anthonis). Het dorp kent tevens een schuttersgilde: het St. Antoniusgilde. Dit gilde dateert van 1576, is in de jaren dertig van de twintigste eeuw ingeslapen en in 2006 weer tot leven gekomen. Jaarlijks reikt de gemeente de sport- en cultuurprijs Ut Pèèrd uit. Ook heeft Sint Anthonis een eigen kunstkring. De belangrijkste wijk is 't Zandseveld.
De oude naam Oelbroeck wordt nog steeds gebruikt, voor het in 2000 gereedgekomen multifunctioneel centrum, en voor een voetbaltoernooi voor spelers onder de 23 jaar dat jaarlijks door voetbalvereniging DSV wordt georganiseerd. Tot enkele jaren geleden droeg ook een horecagelegenheid aan de Brink deze naam.
Jarenlang was er vanaf 1947 Motocross der Azen in het dorp  "Sint-Teunnis". Opgericht in 1947 organiseert de club SMC St.Anthonis motorcrossen. Vanaf 1968 pakt men er op het circuit De Hoef uit met de Azencross. Al wat naam heeft nam er ooit deel. Diverse wereldkampioenen sieren de erelijsten. In 1976 organiseerde de club de Motorcross der Naties. België (Rahier, Everts, Van Velthoven en De Coster) won voor Nederland (Karsmakers, Herlings, Sigmans en Rond). Een resem GP's 500 cc werden gewonnen door John Draper, John Banks, Roger de Coster, Ake Jonsson en de laatste uit die serie door André Malherbe. Na 50 wedstrijden hield men ermee op. De laatste cross werd gewonnen door Kees van der Ven, uit het nabije Bakel.
Sint Anthonis heeft een actieve heemkundekring, genaamd Oelbroeck, die verschillende publicaties op zijn naam heeft staan.

## Uitgaanscentrum
Tot 1994 stond Sint Anthonis bekend als hét uitgaansdorp van de wijde regio. Ieder weekend kwamen vele touringcars grote groepen uitgaanspubliek op de Brink afzetten. Naast vijf grote discotheken (Oelbroeck, Bos Dance Palace, Sunshine Corner, Snor Tunnis en De Hoeve) waren rondom de Brink ook een aantal danscafés en kroegen te vinden. Nadat twee van de discotheken waren afgebrand, werd het uitgaan in Sint Anthonis al gauw minder populair. Er zijn aan de Breestraat nog twee cafés te vinden, maar al met al zijn zeer zeker niet meer de bezoekersaantallen te vinden die men destijds kende.

## Nieuwbouw
Het aan de Breestraat gelegen multifunctioneel centrum (MFC) Oelbroeck wordt onder andere gebruikt voor culturele activiteiten van verenigingen als de harmonie Sint-Cecilia, carnavalsvereniging D'n Uutlaot en enkele toneelverenigingen. Ook zijn de lokale radio-omroep Peelstar FM en de gemeentelijke vrijwillige brandweer ondergebracht in het MFC. Na vele protesten werd in 2007 begonnen met de bouw van een gebouw dat grenst aan het MFC. Hierin zijn onder andere een basisschool, een sporthal, jeugdontmoetingsruimten, kinderopvang, een peuterspeelzaal en een bibliotheek ondergebracht, met op de bovenste verdieping een aantal appartementen. In de plafonds van de verbindingsgangen beneden zijn zes kunstobjecten geplaatst van beeldend kunstenaar Gery Bouw. De kunstwerken vormen een bindende factor binnen het gebouw.
Er bestaan vergevorderde plannen bij het college en Pantein Wonen om in het hart van het dorp onder de naam "Kloostergaarde" een groot appartementencomplex met bijbehorend verpleeghuis te laten verrijzen. Dit ondanks grote weerstand van de bevolking. Voor het plan zouden enkele karakteristieke panden worden gesloopt. Van enkele andere panden, waaronder het voormalige klooster, zou de voorgevel behouden blijven. Ook de kloostertuin zou niet behouden blijven.

## Monumenten en bezienswaardigheden
- de Heksenboom
- de Bottermien
- R.K. Kerk van H. Anthonius Abt
- De Vloetse Hoeve
- Monument voor de verdwenen Molen van Sint Anthonis, aan de Molenstraat.

Van deze monumenten staan de Vloetse Hoeve en de kerk op de officiële monumentenlijst. Zie ook de Lijst van rijksmonumenten in Land van Cuijk en de Lijst van beelden in Sint Anthonis.

## Verenigingen
| Sport   | Faciliteiten                      | Vereniging       |
| ------- | --------------------------------- | ---------------- |
| Tennis  | 6 kunstgrasbanen                  | T.V. Sint Tunnis |
| Biljart | Multifunctionele ruimte Oelbroeck | BC De Beuk       |
| Biljart | Multifunctionele ruimte Oelbroeck | BC De Brink      |

- Biljartclub De Beuk
- Biljartclub De Brink
- Duursportvereniging DV Duvaria (opgericht in 1991)
- Gymnastiekvereniging T.I.O.S. (Turnen Is Onze Sport, aanbod: turnen, streetdance, moderne dans)
- Hardloop & Zwem vereniging AV-Olympus Land van Cuijk
- Judovereniging Kodokan (opgericht in 1969)
- Paardensport Sint Anthonis (in 2015 ontstaan uit een fusie tussen rijvereniging Sint Martinus en Ponyclub Saxe Gotha)
- Tennisvereniging Sint Tunnis (opgericht 1965)
- Voetbalvereniging sv DSV (Sportvereniging De SnelVoeters, opgericht 1929)
- Volleybalvereniging TSL Activia (opgericht in 1956)

## Bekende inwoners

### Geboren in Sint Anthonis
- Jeroen Hermkens, lithograaf, kunstschilder
- Johnny Romein (alias John van der Ree), zanger

### Woonachtig in Sint Anthonis
- Sjef van den Berg (1995), olympisch handboogschutter

### Woonachtig geweest in Sint Anthonis
- Harry van Raaij (1936-2020), voorzitter van voetbalclub PSV tussen 1996 en 2004[5]

## Fotogalerij

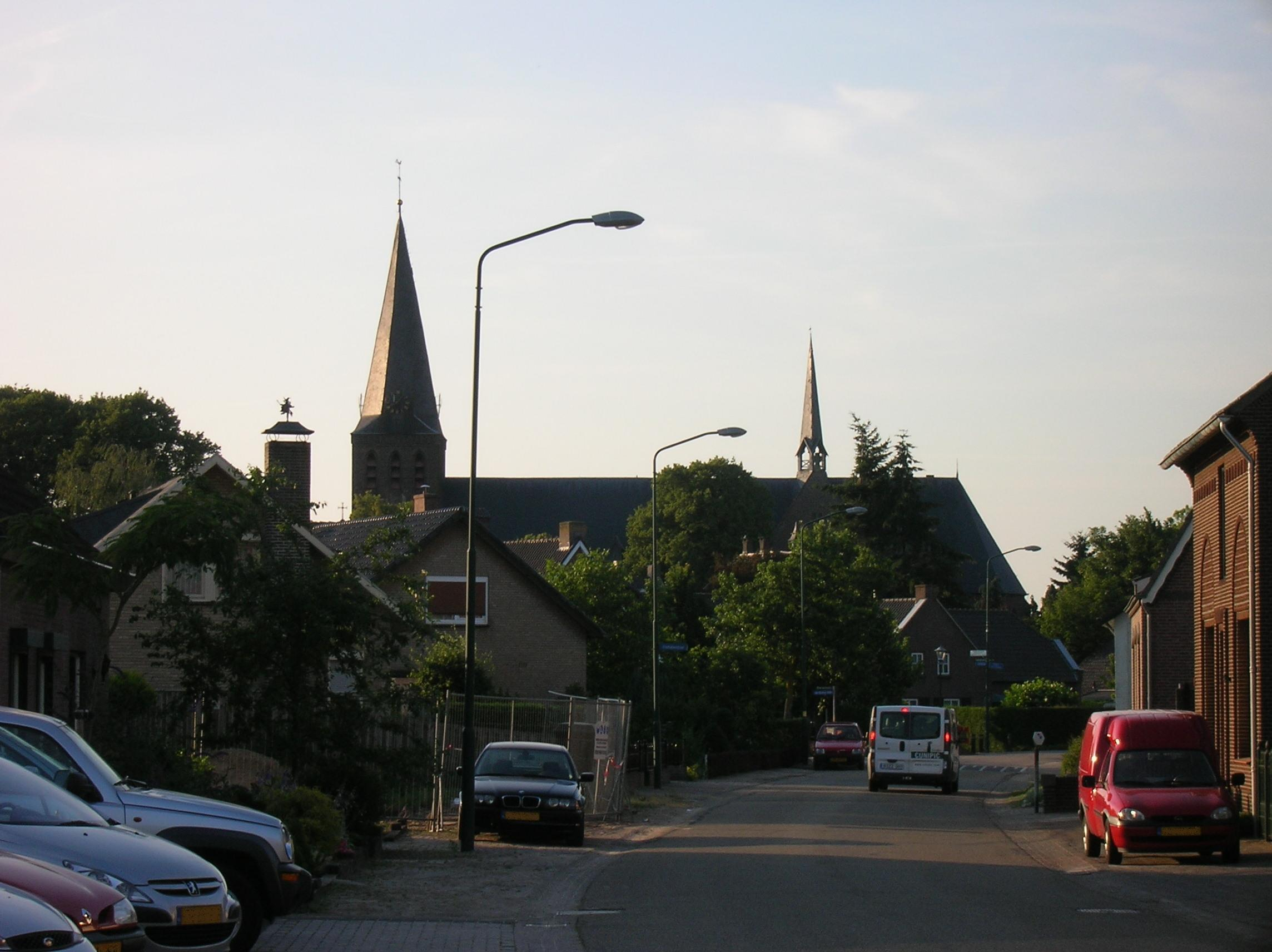
De Lepelstraat (vroeger Dorpsstraat) met op de achtergrond de kerk
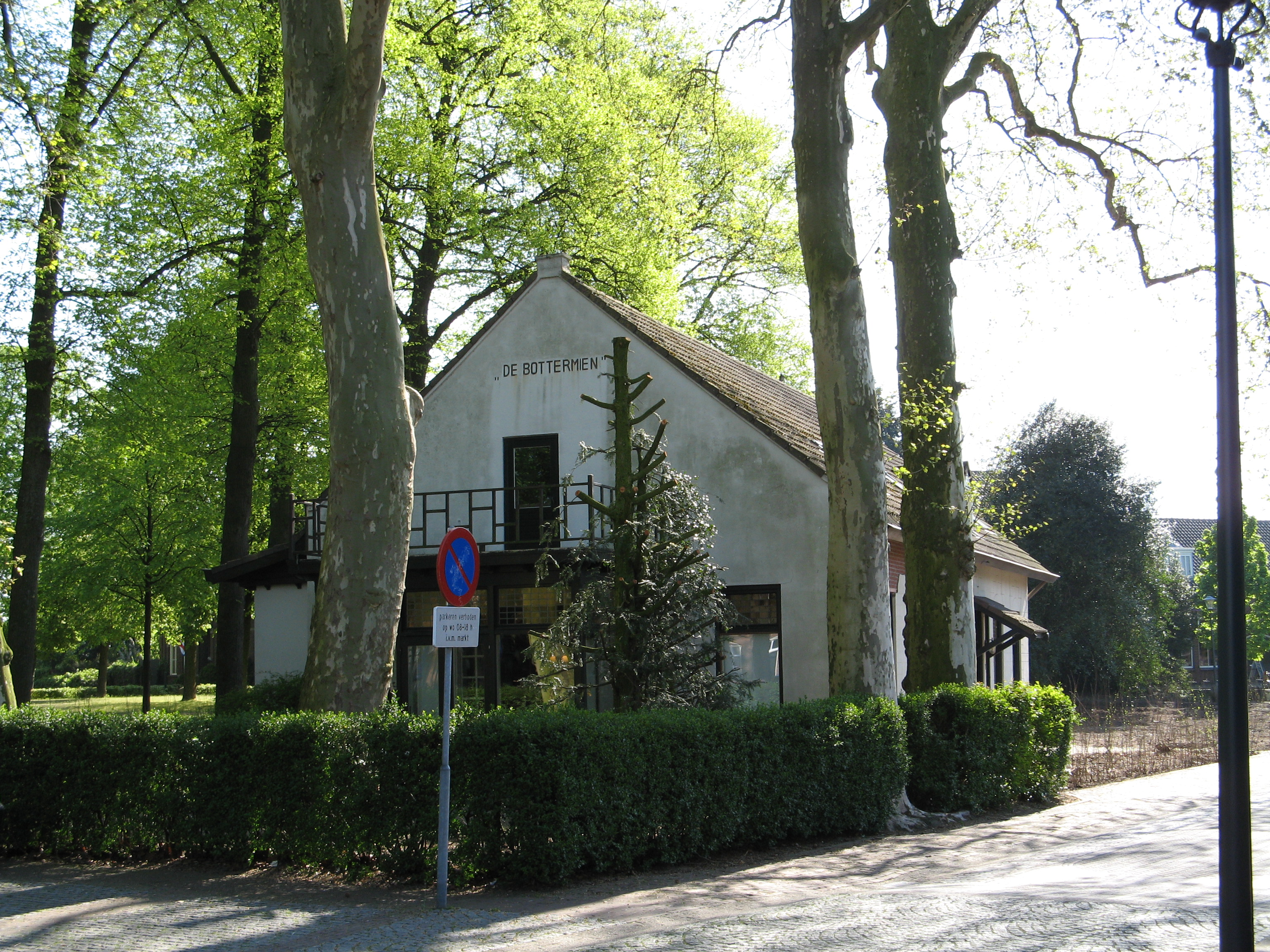
De Bottermien
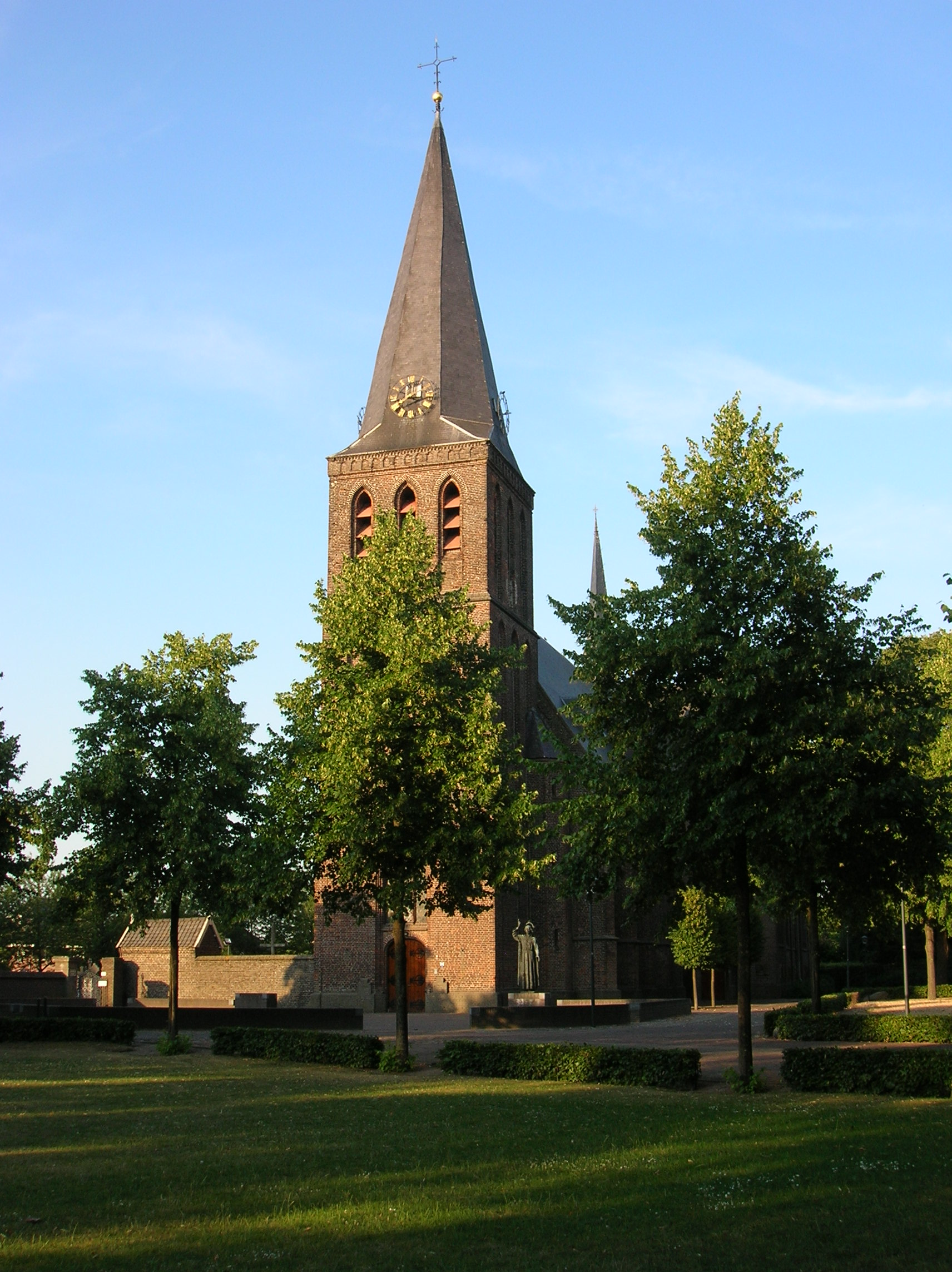
De kerk aan de Brink
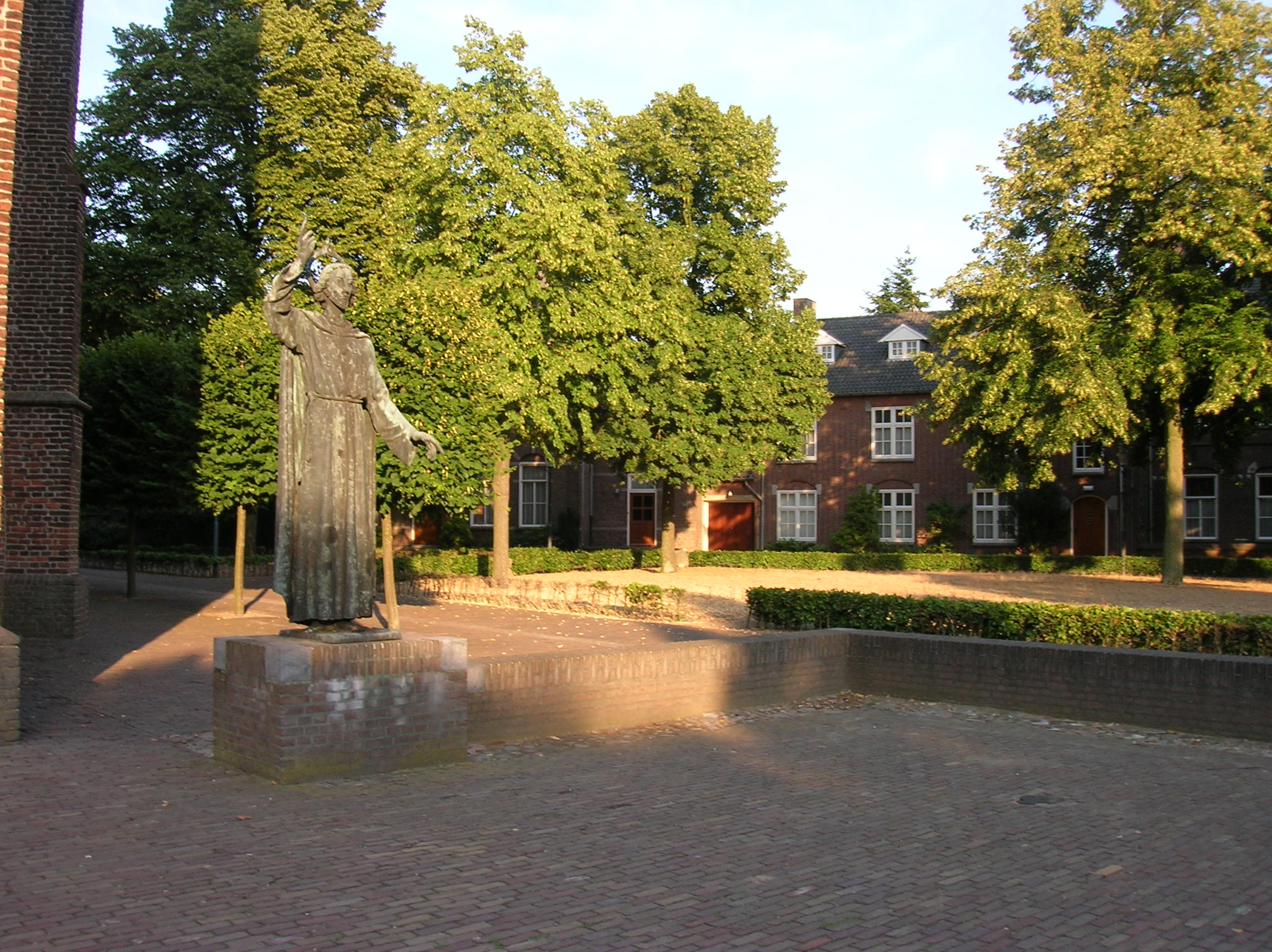
Het beeld van het Heilig Hart bij de kerk
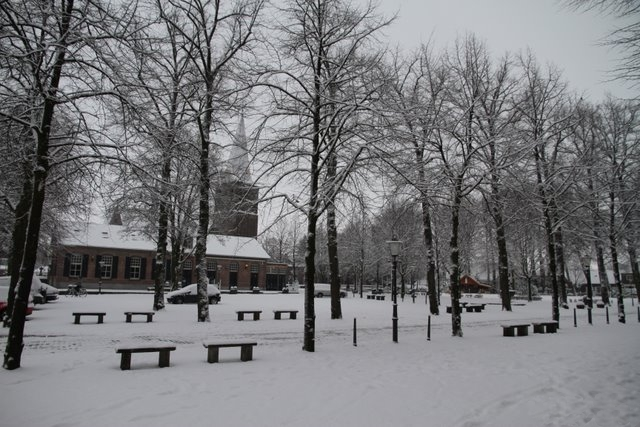
Wintertafereel op De Brink
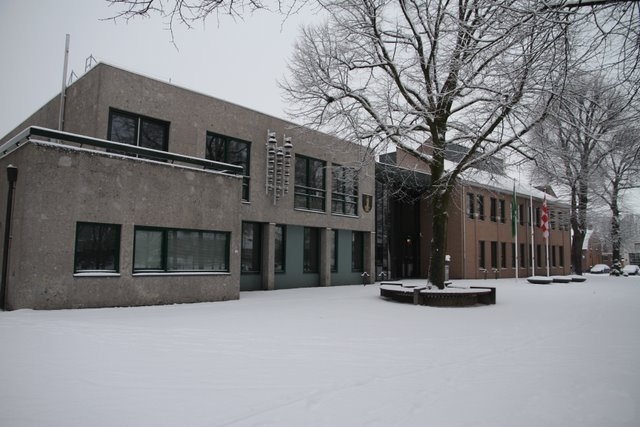
Het voormalige gemeentehuis
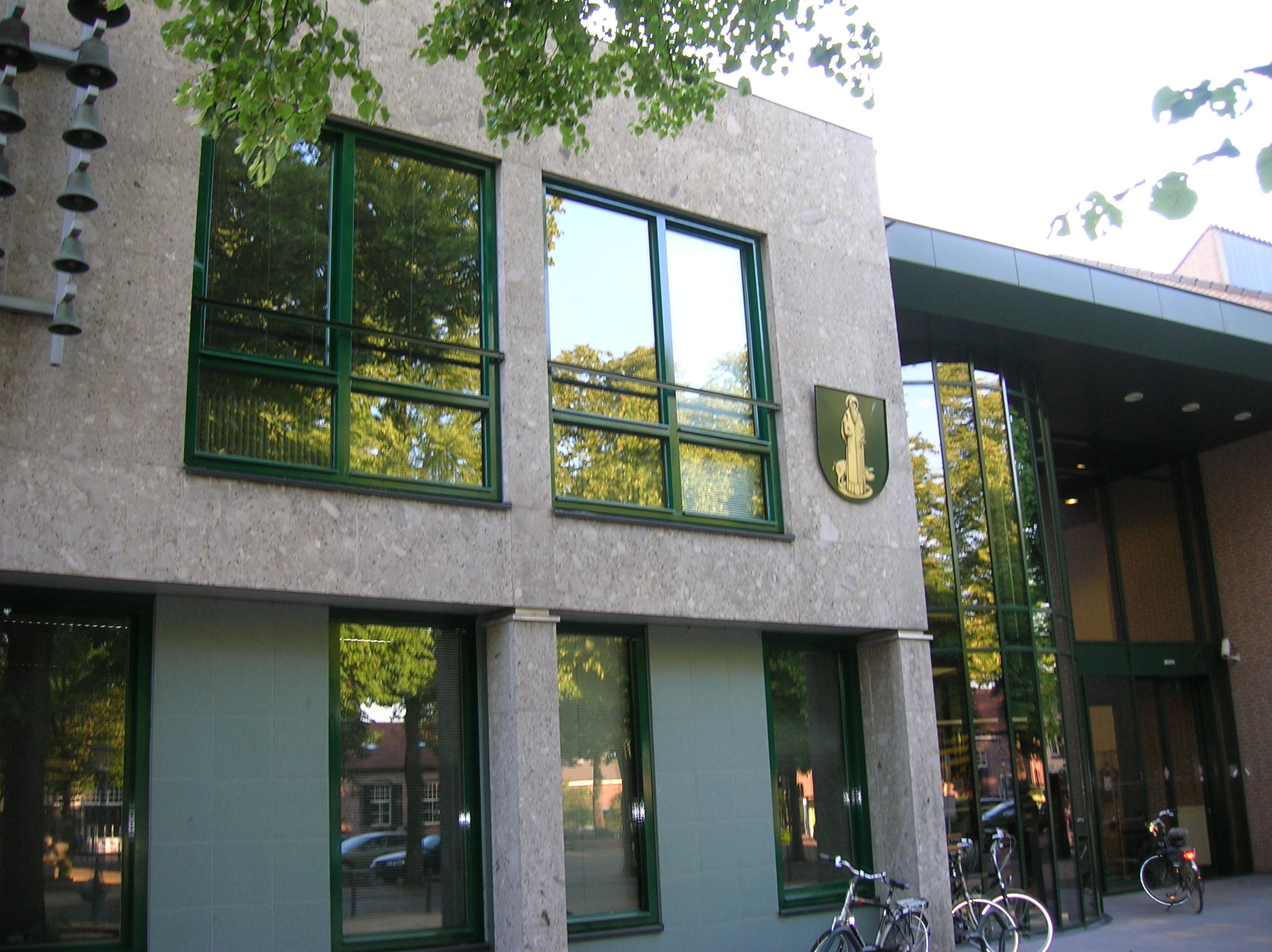
Detail van het gemeentehuis
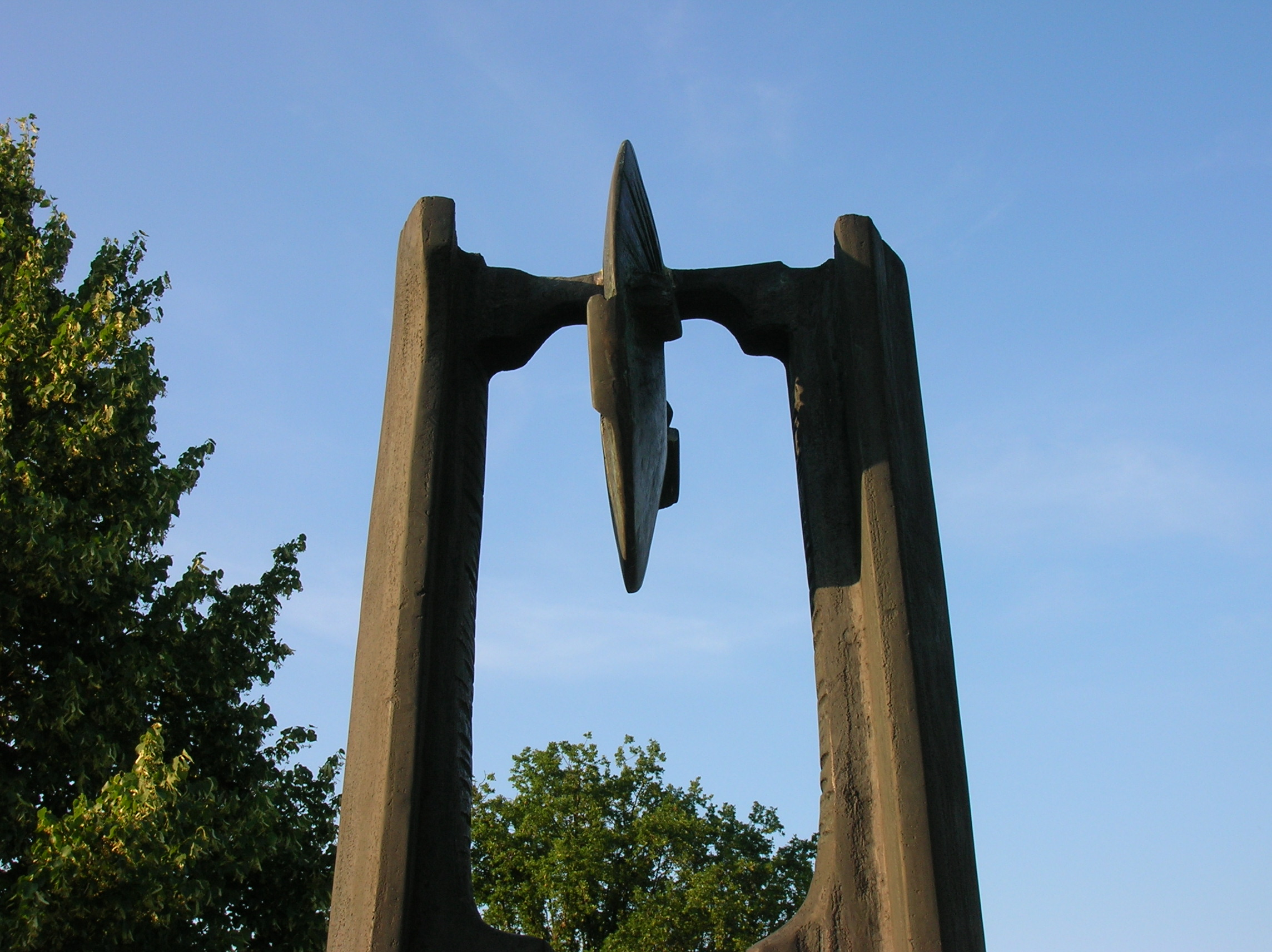
Bevrijdingsbeeld
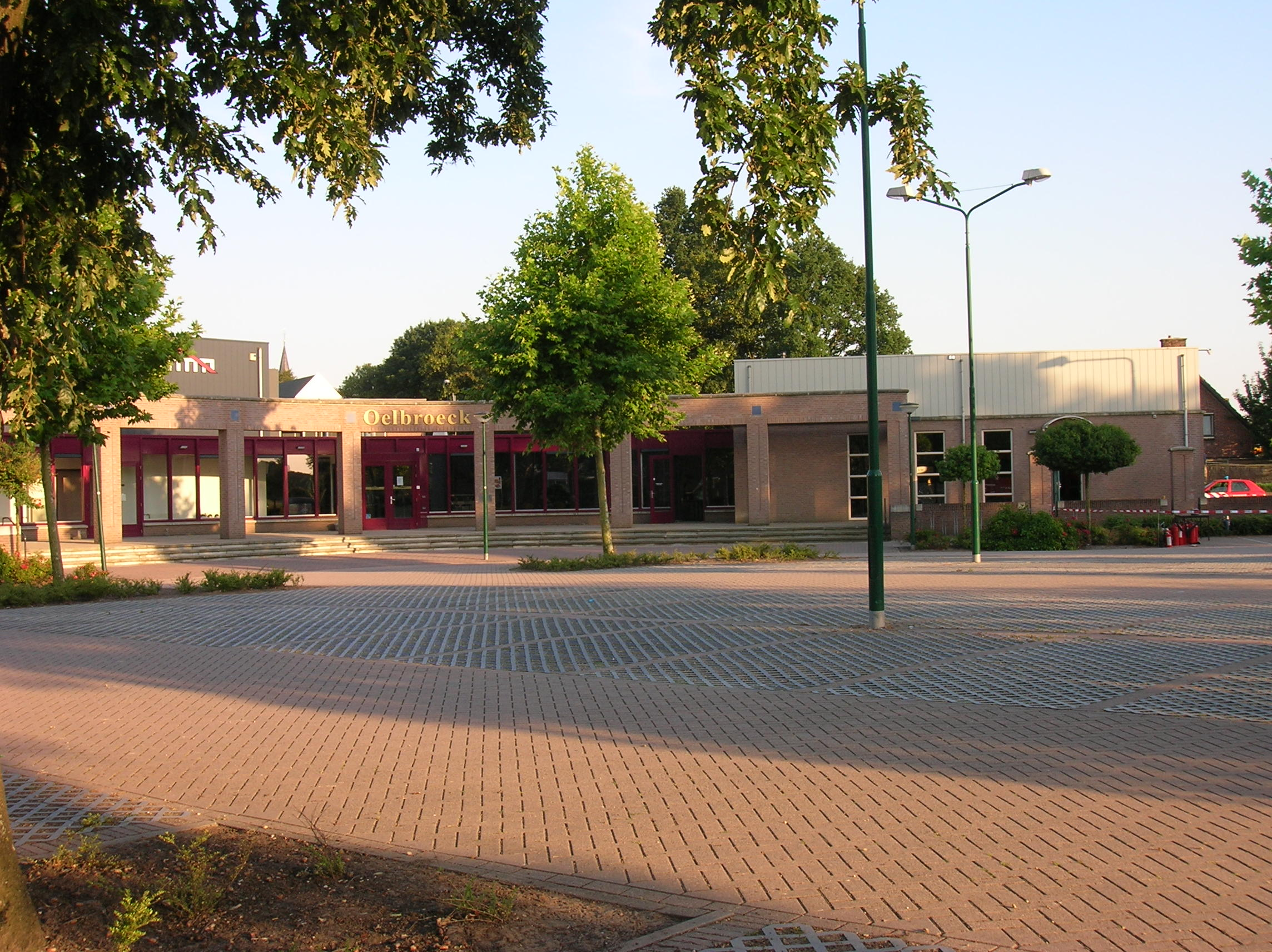
MFC Oelbroeck
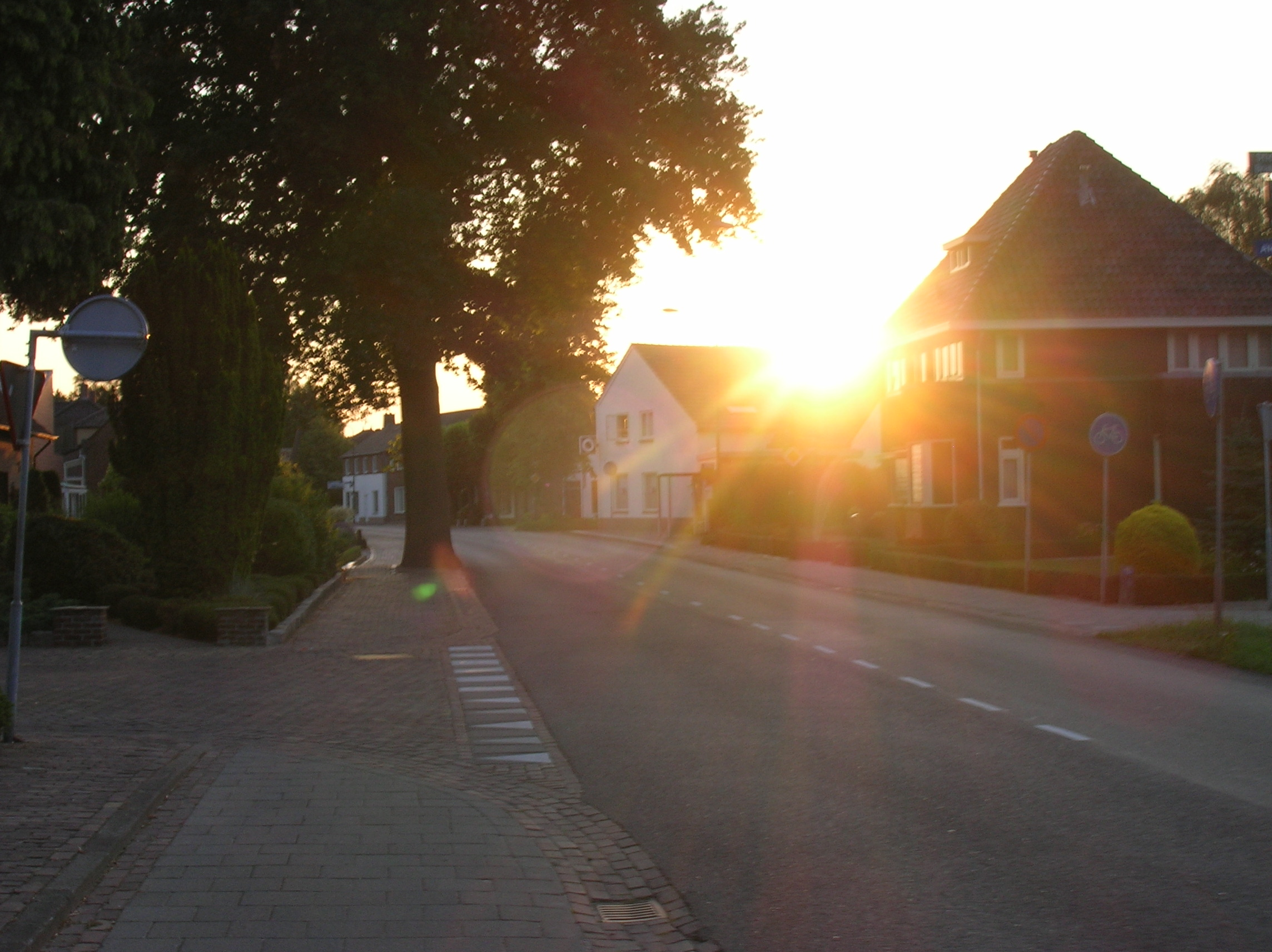
De centrale straat: de Breestraat

## Nabijgelegen kernen
Ledeacker, Oploo, Stevensbeek, Boxmeer, Sambeek